# Gonogotus areolatus
Genre
Espèce
Gonogotus areolatus, unique représentant du genre Gonogotus, est une espèce d'opilions laniatores de la famille des Manaosbiidae.

## Distribution
Cette espèce est endémique du département de Cundinamarca en Colombie. Elle se rencontre vers Bogotá.

## Description
La femelle holotype mesure 6 mm.

## Publication originale
- Roewer, 1943 : « Über Gonyleptiden. Weitere Weberknechte (Arachn., Opil.) XI. » Senckenbergiana, vol. 26, p. 12–68.